# Зигмунд Брабендер, ловац и сер
„Зигмунд Брабендер, ловац и сер” је југословенска телевизијска серија снимљена 1969. године у продукцији Телевизије Београд.

## Улоге
| Глумац                     | Улога             |
| -------------------------- | ----------------- |
| Властимир Ђуза Стојиљковић | Зигмунд Брабендер |
| Бранислав Цига Јеринић     | Арчибалд          |
| Бора Тодоровић             | Симон Лептир      |
| Ђорђе Јелисић              | Гордон Фокс       |
| Рахела Ферари              | Клотилда          |
| Јелисавета Сека Саблић     |                   |

Комплетна ТВ екипа ▼
| Редитељ    | Љубомир Драшкић         |
| Сценариста | Владимир Андрић         |
| Сценариста | Драган Бабић            |
| Сценариста | Владимир Манојловић     |
| Сценариста | Стеван Пешић            |
| Сценариста | Мила Станојевић Бајфорд |